# Heilig Hartkerk (Turnhout)
De Heilig Hartkerk is een kerkgebouw in Turnhout. De kerk is 92 meter hoog (de toren kan tot op 71 meter hoogte beklommen worden), 68 meter lang en 36 meter breed. Zij werd gebouwd in neogotische stijl.

## Geschiedenis
Op 9 mei 1896 vermeldde het Staatsblad de oprichting van de parochie van het Heilig Hart in Turnhout. In juni van datzelfde jaar werd Petrus Verschueren (onderpastoor van Sint-Pieter in Turnhout) tot pastoor benoemd. Zijn eerste opdracht was de bouw van een kerk. In 1903 werd de eerste steen van het huidige kerkgebouw gelegd. De werkzaamheden vorderden snel en in september 1906 – toen Verschueren op 61-jarige leeftijd leeftijd overleed – ontbrak alleen nog de vloer. De allereerste mis die in de nieuwe kerk werd opgedragen, was … de begrafenismis van de eerste parochiepriester!
Op 3 februari 1907 werd de kerk plechtig ingehuldigd door Victor Glenisson, directeur van de onderwijsinrichting Heilig Graf. Op 11 mei 1909 werd zij geconsacreerd door Mgr. Legraive, hulpbisschop van Mechelen.
Petrus en Jules Taeymans (vader en zoon), die onder meer ook de kerken van Zevendonk (ondertussen gesloopt), Oosthoven, Onze-Lieve-Vrouw Middelares en het clarissenklooster (twee laatstgenoemde gebouwen in Turnhout) hebben gebouwd, zouden volgens (niet bewezen) verklaringen de opdracht hebben gekregen een “kathedraal van het Heilig-Hert” te bouwen. Om financiële redenen moesten die plannen echter ingekrompen worden. Toch blijft “het Heilig Hart” het grootste Turnhoutse gebouw en de hoogste kerktoren op de lijn Antwerpen – Keulen.
In 1999 werd de Heilig Hartkerk door de Provinciale Commissie voor Monumenten en Landschappen geklasseerd als monument.

## Opbouw

### Toren, torenkruis en klokken
Het kruis van Christus op de spits van de kerktoren symboliseert nederlaag en triomf.
In het vieringstorentje boven de kruisbeuken hangt het kleinste klokje (uit 1895). In de hoge westtoren hangen drie grote klokken:
- Petrus, de eerste klok, is genoemd naar haar schenker, Petrus Verschueren, de eerste parochiepriester. Zij werd in 1907 door Deken Adams gewijd. Peter en meter waren Ch. Verwaest (voorzitter van de kerkfabriek van 1902 tot aan zijn dood in 1945) en mevrouw Ardui-Verschueren (zuster van de pastoor). De klok werd geleverd door de firma Michiels in Doornik, en vermeldde als opdracht: “Mr. Michiels gelast zich met het maken, leveren en plaatsen van eene nieuwe klok met een diameter van 0,98 meter, gevende de toon sol, en wegende omtrent 580 kilo’s, en dit aan de prijs van 3,50 fr. per kilo … en de klok in den toren te plaatsen, koord in de hand, gereed om te luiden”.
- Julius, de tweede klok, werd gewijd in 1958 en gegoten door het huis Sergeys te Leuven. Zij weegt 500 kg en werd geschonken door Petrus Julius Van Assche, parochiepastoor van 1928 tot 1957. De Klok draagt de tekst (vertaald): “Julius is mijn naam. Dankzij Van Assche, onlangs hier uitstekend herder, zal ik luiden om de vromen tot gebed te wekken”. Deze klok wordt tegenwoordig – samen met de klok Petrus – voor elke overledene geluid op de vooravond en op de dag van de begrafenis.
- Maria, de derde klok, weegt 2.646 kg (de klepel 27 kg, slagtoon do) en werd eveneens vervaardigd door het huis Sergeys te Leuven. Ook zij werd geschonken door Van Assche.

Het torenuurwerk in de toren was oorspronkelijk vervaardigd in koper en werd op 1 mei 1907 geplaatst door de firma Michiels uit Mechelen (vader van de klokkengieter uit Doornik) tegen een prijs van 2.800 fr. Sinds 1985 wordt het uurwerk echter computergestuurd via Frankfurt in Duitsland.

### Orgel

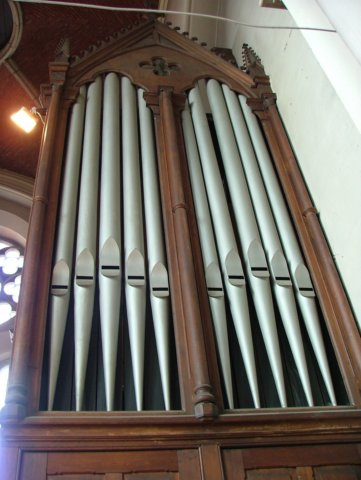
Orgelkas
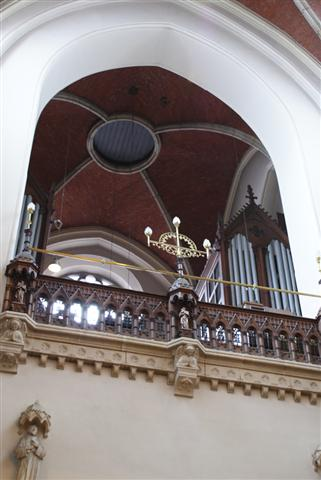
Orgel
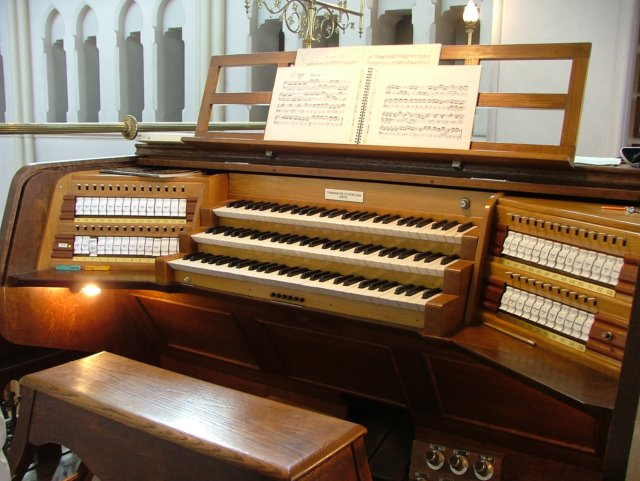
Speeltafel

Het orgel (op het hoogzaal) is te bereiken via 50 treden van de draaitrap in de inkomhal van de kerk. Het werd gebouwd door de firma Stevens uit Duffel, en werd gewijd op 1 maart 1909. De inhuldiging ging gepaard met een groots orgelconcert met medewerking van Auguste Verrees (leraar orgel aan de Sint-Gregoriusschool en organist van de kathedraal te Namen) en Joseph Brandt, organist van de Heilig-Hartkerk en leermeester van onder andere (de latere baron) Flor Peeters. Deze internationaal vermaarde virtuoos en componist (afkomstig uit Tielen) gaf in de loop van zijn carrière meer dan 1500 orgelconcerten in binnen- (en vooral) buitenland.
Het Stevens-orgel heeft 45 registers verdeeld over drie klavieren en vrij pedaal. Tractuur: elektro-pneumatisch.

### Preekstoel

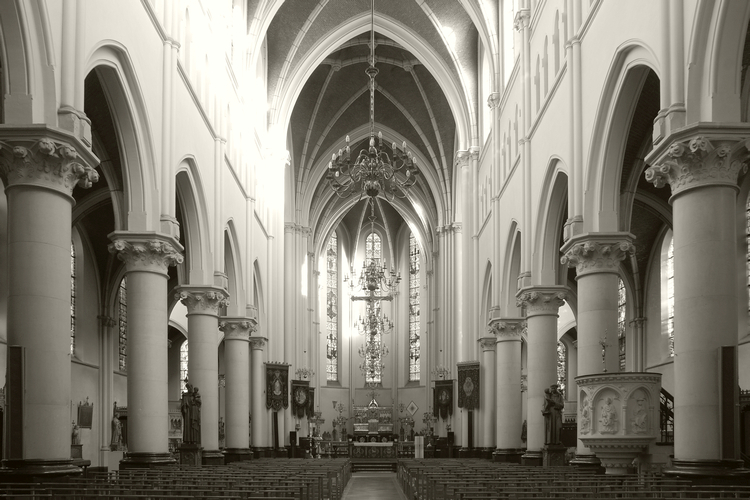
Middenbeuk en preekstoel.

Achteraan rechts in de kerk staat een preekstoel, ontworpen volgens de strengste regels van de primitieve gotiek en geplaatst op 31 december 1907. De tekening werd gemaakt door de Leuvense architect Corthouts en uitgewerkt door de firma Goffaerts, eveneens uit Leuven.
De grondslag van de preekstoel en de trap zijn vervaardigd uit blauw arduin; de kolommen, die de kuip en de trap dragen, uit duur labradomarmer, waaruit ook de altaren van Onze-LieveVrouw en de Heilige-Joseph werden gemaakt.
De kuip bestaat uit één stuk en telt vijf met zuilen, bogen en loofwerk versierde nissen. In de middelste wordt de Goddelijke Meester voorgesteld; aan weerszijden ervan de eerste vier grote westerse kerkleraren: Augustinus, Gregorius, Ambrosius en Hiëronymus (van links naar rechts). Tussen de spitsbogen van de nissen zien wij de zinnebeelden van de vier evangelisten (arend, engel, os en leeuw).

### Biechtstoelen
Deze zijn van de hand van de befaamde beeldhouwer Napoleon Daems (uit Turnhout). Zij (4 stuks) werden gemaakt naar een ontwerp van architect Corthouts uit Leuven. De beelden in de biechtstoelen stellen voor: de heiligen Johannes Nepomuk, Maria Magdalena, Petrus, Paulus, de Goede Herder, Margaretha van Cortona, Augustinus en Wivina van Bijgaarden.
De twee biechtstoelen aan weerszijden achteraan in de kerk werden na de sluiting van de neoromaanse kerk van Onze-Lieve-Vrouw in Zevendonk in onze kerk herplaatst. De klinken en grendels zijn het werk van een Zevendonkse smid, waarschijnlijk gemaakt aan het einde van de 19e eeuw.

### Kruisweg
De koperen kruisweg is een werk van het huis Pirotte uit Luik naar tekeningen van architect Corthouts uit Leuven. Hij werd op Goede Vrijdag 1908 ingewijd door E.P. R Hanssens. De tekeningen van de staties waren eigendom van E.H. Gerardus Dierckx (pastoor van 1906 tot 1928).
De kruisweg begint naast de ingangsdeur in de linkerkruisbeuk.

### Priesterkoor

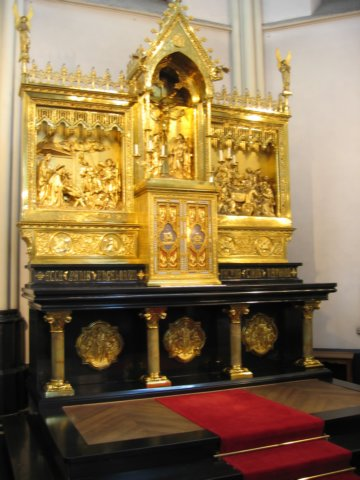
Hoogaltaar

Bij de ingang van het priesterkoor hangt een groot missiekruis. In 1907 werd in de kerk een missie gepreekt door de paters redemptoristen. Bij het einde van de missie werd een geldinzameling gehouden waarmee dit kunstig voorwerp werd aangekocht.
Het koor is van de kerk gescheiden door een imposante communiebank uit comblanchienmarmer en verguld koper: een werk van het Antwerpse huis Haan. Zij werd geplaatst in 1907. Ze bevat 8 vakken (symbolen) in verguld koper, gescheiden door slanke pijlertjes van schots graniet. Het middelpunt van elk vak is een zinnebeeld van het Allerheiligste Sacrament; de rest bestaat uit gebeiteld loof- en snijwerk, opgesmukt met stenen.
In het koor hangt een in koper uitgestoken godslamp, gemaakt door het huis Pirotte uit Luik. Ze is afgewerkt in de zuiverste gotiek en bevat eveneens de symbolen van de vier evangelisten.
In het gestoelte aan weerszijden van het koor (1938) hebben de leden van de kerkfabriek hun plaats. Het werd vervaardigd door de Turnhoutse beeldhouwers Van Troy en Van Hoeck, naar een ontwerp van de heer Corthouts, architect te Leuven.
Boven de twee banken van dit koorgestoelte, ziet men muurschilderingen. Deze stellen voor:
- de opwekking van Lazarus;
- de wonderbare genezing van de blinde.

Beide zijn van de hand van Louis Asperslagh (Den Haag, 12 juni 1893, - Leuven, 9 november 1949).
Deze kustschilder, tevens glazenier, was van Nederlandse afkomst, maar bracht een groot deel van zijn leven door in België.
Het kerkpronkstuk bij uitstek is zonder twijfel het rijkversierde hoofdaltaar in baseclemarmer en verguld koper. Het werd gemaakt door de heer Haan (Antwerpen) en geplaatst in 1907. De tafel weegt meer dan 2 ton en rust op 4 zuilen in onyxsteen, met vergulde grondslagen en kapitelen, en achteraan op een marmeren “grafstede” versierd met 3 medaillons, met van links naar rechts: “Het Offer van Abraham”, het “Manna in de Woestijn” en de “Offerande van Melchisedech”.
Het retabel (het versierde achterstuk van het altaar) is volledig in verguld koper, bewerkt naar de stijl van de 13e eeuw. In het graf van het altaar rusten de relikwieën van de heiligen Felicianus en Aurelia.
Op de deuren van het tabernakel staan het “Lam Gods” en een “symbolische pelikaan” afgebeeld. Beide deuren zijn opgesmukt met kostbare edelstenen. Boven het tabernakel verhelft zich een Calvarieberg. Op het voorplan staan – naast het kruis – Maria en Johannes, plus twee allegorische beelden.

### Glas-in-loodramen
Hierna volgt een opsomming van een aantal glasramen. Deze opsomming is niet beperkend.

#### Hoogkoor
In het hoogkoor hangen onder meer drie smalle maar zeer hoge glasramen, vervaardigd anno 1906, door glasschilder Dobbelaere uit Brugge.
- Het linkerraam stelt -hoog bovenaan- de ontmoeting voor, van Christus met Zijn moeder, terwijl Hij op weg is naar de Calvarieberg. Iets lager ziet men de engel die Christus komt troosten. Helemaal onderaan bemerkt men Maria Magdalena die Christus’ voeten wast.
- Het middelste glasraam stelt aan de bovenzijde de verschijning voor, van het Heilig Hart aan de heilige Margaretha Alacoque. Verder naar beneden ziet men de kruisiging en helemaal onderaan de geboorte van Christus. Dit raam is een schenking van de parochianen aan P. Verschueren, de eerste pastoor van de parochie, die de afwerking van de kerk niet heeft kunnen beleven.
- Het rechterraam herinnert aan de verschijning van Christus aan Thomas; ietwat lager, in hetzelfde venster, ziet men een voorstelling van het Laatste Avondmaal, en ten slotte, onderaan, de vermenigvuldiging van de broden.

#### Kruisbeuk
Het vierdelig glasraam in de kruisbeuk (links), met overwegende kleuren: blauw, wit en rood, dateert van 1953. Het is een hulde van de parochianen aan de toenmalige pastoor J. Van Assche, ter gelegenheid van zijn 25-jarig jubileum als parochiepriester.
Een gelijkaardig glasraam bevindt zich rechts in de kruisbeuk. Het is in 1951 geplaatst ter nagedachtenis aan Ch. Verwaest, overleden in 1945, die een vurig plaatselijk ijveraar was ten voordele van de kerk.

#### Linkerzijbeuk
De glas-in-loodramen in de linkerzijbeuk zijn voorstellingen van enkele elementen uit “Zeven werken van barmhartigheid”.
- “De hongerigen spijzigen” wordt afgebeeld in het venster “De Heilige Gerardus Majella”. Dit venster werd in 1911 gemaakt door Elaerts en Calders (Antwerpen-Berchem);
- “De dorstigen laven” ziet men in het venster “De Samaritaanse vrouw” (1913). Eveneens werk van Elaerts en Calders (Antwerpen-Berchem).
- “De naakten kleden” ziet men in het venster dat de Heilige Martinus voorstelt, die zijn mantel geeft aan een kreupele. Het dateert van 1927 en is gemaakt door Bary in Brussel, naar het voorbeeld van een schilderij van Antoon Van Dyck.
- “De zieken verzorgen” wordt voorgesteld in het venster “De Heilige Lodewijk te Algiers” (1918).
- “De gevangenen bezoeken” is afgebeeld in een raam dat dateert uit 1918, en eveneens gemaakt werd door Elaerts en Calders (Antwerpen-Berchem). Het is een schenking van de toenmalige geneesheer dokter Somers, ter herinnering aan zijn in de Eerste Wereldoorlog gesneuvelde zoon  Ludovic.

#### Rechterzijbeuk
In de rechterzijbeuk treft men voorstellingen aan, van heiligen, en van elementen uit het leven van Christus en zijn ouders.
- “Het huwelijk van Maria en Jozef”, in 1928 gemaakt door Edward Steyaert uit Schaarbeek.
- “De gekruisigde Christus”, in 1928 gemaakt door Bary & Crickx uit Brussel.
- “De Heilige Cecilia” in 1928 gemaakt door Camille Ganton-Defoin uit Gent.
- “De boodschap” in juli 1936 gemaakt door Vosch.
- “Benedictus & Franciscus” (1937).
- “De Bruiloft van Canaä” (1939).